# Amamihoutsnip
De amamihoutsnip (Scolopax mira) is een vogel uit de familie Scolopacidae (Strandlopers en snippen).

## Verspreiding en leefgebied
Deze soort is endemisch op de Riukiu-eilanden, een keten van 98 eilanden in de Oost-Chinese Zee ten zuidwesten van Japan.

## Status
De grootte van de populatie wordt geschat op 2500-10.000 vogels. Op de Rode lijst van de IUCN heeft deze soort de status kwetsbaar.